# Damallsvenskan 2020
La Damallsvenskan 2020, denominata OBOS Damallsvenskan 2020 per ragioni di sponsorizzazione, è stata la 33ª edizione della massima divisione del campionato svedese femminile di calcio. Il campionato è iniziato il 27 giugno e si è concluso il 15 novembre 2020. Il campionato è stato vinto per la prima volta nella sua storia dal Kopparbergs/Göteborg.

## Stagione

### Novità
Dalla Damallsvenskan 2019 sono stati retrocessi in Elitettan il Limhamn Bunkeflo e il Kungsbacka DFF. Dall'Elitettan sono stati promossi l'Umeå IK, al ritorno in Damallsvenskan dopo tre stagioni, e l'IK Uppsala, all'esordio in massima serie.

### Formato
Le 12 squadre si affrontano in un girone all'italiana con partite di andata e ritorno, per un totale di 22 giornate. La squadra prima classificata è campione di Svezia, mentre le ultime due classificate retrocedono in Elitettan. Le prime tre classificate sono ammesse alla UEFA Women's Champions League 2021-2022.

### Avvenimenti
A causa della pandemia di COVID-19 che ha colpito anche la Svezia, a metà marzo 2020 l'avvio del campionato era stato fatto slittare dal 3 aprile 2020, come inizialmente previsto, alla fine di maggio o al mese di giugno in base all'evoluzione della pandemia. A metà maggio venne deciso che la prima giornata di Damallsvenskan si sarebbe disputata il 27 e 28 giugno successivo. L'avvio venne successivamente confermato con un nuovo calendario e con l'obbligo di disputa delle partite a porte chiuse fino a nuova comunicazione.

## Squadre partecipanti
| Club                 | Città        | Stadio                                          | Stagione precedente         |
| -------------------- | ------------ | ----------------------------------------------- | --------------------------- |
| Djurgården           | Stoccolma    | Stadio olimpico                                 | 10º posto in Damallsvenskan |
| Eskilstuna United    | Eskilstuna   | Tunavallen                                      | 4º posto in Damallsvenskan  |
| KIF Örebro           | Örebro       | Behrn Arena                                     | 8º posto in Damallsvenskan  |
| Kopparbergs/Göteborg | Göteborg     | Valhalla Idrottsplats                           | 2º posto in Damallsvenskan  |
| Kristianstads DFF    | Kristianstad | Vilans Idrottsplats Kristianstads fotbollsarena | 7º posto in Damallsvenskan  |
| Linköping            | Linköping    | Linköping Arena                                 | 5º posto in Damallsvenskan  |
| Piteå IF             | Piteå        | LF Arena                                        | 6º posto in Damallsvenskan  |
| Rosengård            | Malmö        | Malmö Idrottsplats                              | Campione di Svezia          |
| Umeå IK              | Umeå         | Umeå Energi Arena                               | 1º posto in Elitettan       |
| IK Uppsala           | Uppsala      | Lötens Idrottsplats                             | 2º posto in Elitettan       |
| Växjö DFF            | Växjö        | Visma Arena 1                                   | 9º posto in Damallsvenskan  |
| Vittsjö GIK          | Vittsjö      | Vittsjö Idrottsplats                            | 3º posto in Damallsvenskan  |

## Classifica finale
Fonte: sito ufficiale.
|  | Pos. | Squadra              | Pt | G  | V  | N | P  | GF | GS | DR  |
|  | ---- | -------------------- | -- | -- | -- | - | -- | -- | -- | --- |
|  | 1.   | Kopparbergs/Göteborg | 54 | 22 | 17 | 3 | 2  | 55 | 10 | +45 |
|  | 2.   | Rosengård            | 47 | 22 | 14 | 5 | 3  | 57 | 14 | +43 |
|  | 3.   | Kristianstads DFF    | 45 | 22 | 14 | 3 | 5  | 48 | 29 | +19 |
|  | 4.   | Linköping            | 39 | 22 | 12 | 3 | 7  | 32 | 34 | -2  |
|  | 5.   | Vittsjö GIK          | 31 | 22 | 9  | 4 | 9  | 33 | 35 | -2  |
|  | 6.   | Växjö DFF            | 27 | 22 | 8  | 3 | 11 | 18 | 32 | -14 |
|  | 7.   | KIF Örebro           | 26 | 22 | 7  | 5 | 10 | 26 | 36 | -10 |
|  | 8.   | Piteå IF             | 25 | 22 | 7  | 4 | 11 | 21 | 33 | -12 |
|  | 9.   | Djurgården           | 24 | 22 | 6  | 6 | 10 | 20 | 31 | -11 |
|  | 10.  | Eskilstuna United    | 23 | 22 | 7  | 2 | 13 | 31 | 35 | -4  |
|  | 11.  | Umeå IK              | 23 | 22 | 6  | 5 | 11 | 21 | 40 | -19 |
|  | 12.  | IK Uppsala           | 10 | 22 | 3  | 1 | 18 | 21 | 54 | -33 |

Legenda:
      Campione di Svezia e ammessa alla UEFA Women's Champions League 2021-2022.
      Ammessa alla UEFA Women's Champions League 2021-2022.
      Retrocesse in Elitettan 2021.
Note:
Tre punti a vittoria, uno a pareggio, zero a sconfitta.

## Risultati

### Tabellone
|                   | Dju  | Esk  | KIF  | KGö  | Kri  | Lin  | Pit  | Ros  | Ume  | Upp  | Väx  | Vit  |
| ----------------- | ---- | ---- | ---- | ---- | ---- | ---- | ---- | ---- | ---- | ---- | ---- | ---- |
| Djurgården        | –––– | 2-1  | 0-1  | 0-3  | 3-3  | 0-3  | 1-0  | 0-0  | 1-1  | 2-0  | 2-1  | 2-1  |
| Eskilstuna United | 3-2  | –––– | 3-1  | 1-1  | 2-3  | 0-1  | 2-0  | 1-2  | 0-1  | 1-3  | 3-0  | 3-1  |
| KIF Örebro        | 2-0  | 3-3  | –––– | 0-1  | 1-2  | 1-1  | 0-1  | 0-3  | 5-1  | 2-1  | 1-0  | 1-2  |
| K. Göteborg       | 2-0  | 3-0  | 1-1  | –––– | 5-1  | 2-0  | 3-0  | 1-1  | 2-0  | 3-0  | 4-0  | 3-1  |
| Kristianstad      | 0-1  | 1-0  | 4-2  | 1-0  | –––– | 1-2  | 3-1  | 0-1  | 1-1  | 2-1  | 2-0  | 4-0  |
| Linköping         | 1-0  | 1-0  | 1-0  | 0-7  | 0-3  | –––– | 1-2  | 2-2  | 3-0  | 3-1  | 3-0  | 1-2  |
| Piteå             | 1-1  | 1-0  | 1-1  | 1-5  | 2-3  | 2-2  | –––– | 0-3  | 1-2  | 2-0  | 0-1  | 0-0  |
| Rosengård         | 3-0  | 1-2  | 6-0  | 3-0  | 1-2  | 7-1  | 2-1  | –––– | 0-0  | 5-1  | 0-1  | 1-0  |
| Umeå IK           | 0-0  | 1-0  | 0-2  | 0-2  | 0-4  | 3-2  | 2-3  | 0-3  | –––– | 1-0  | 1-3  | 3-0  |
| Uppsala           | 3-2  | 2-4  | 1-2  | 0-2  | 1-4  | 0-1  | 0-1  | 1-9  | 3-0  | –––– | 0-2  | 0-1  |
| Växjö             | 1-0  | 2-0  | 0-0  | 0-3  | 2-1  | 0-1  | 1-0  | 0-3  | 2-2  | 1-1  | –––– | 0-2  |
| Vittsjö           | 1-1  | 3-2  | 4-0  | 0-2  | 3-3  | 1-2  | 0-1  | 1-1  | 3-2  | 4-2  | 3-1  | –––– |

## Statistiche

### Classifica marcatrici
Fonte: sito ufficiale della federazione svedese (SvFF).
| Gol |  |  | Giocatore                | Squadra              |
| --- |  |  | ------------------------ | -------------------- |
| 16  |  |  | Anna Anvegård            | Rosengård            |
| 12  |  |  | Mimmi Larsson            | Rosengård            |
| 12  |  |  | Pauline Hammarlund       | Kopparbergs/Göteborg |
| 11  |  |  | Felicia Rogic            | Eskilstuna United    |
| 11  |  |  | Karin Lundin             | KIF Örebro           |
| 11  |  |  | Loreta Kullashi          | Eskilstuna United    |
| 9   |  |  | Clara Markstedt          | Vittsjö              |
| 9   |  |  | Rebecka Blomqvist        | Kopparbergs/Göteborg |
| 8   |  |  | Emily Gielnik            | Vittsjö              |
| 8   |  |  | Stina Blackstenius       | Kopparbergs/Göteborg |
| 8   |  |  | Therese Simonsson        | Umeå IK              |
| 8   |  |  | Therese Sessy Åsland     | Kristianstad         |
| 8   |  |  | Uchenna Kanu             | Linköping            |
| 7   |  |  | Frida Leonhardsen Maanum | Linköping            |
| 7   |  |  | Jutta Rantala            | Kristianstad         |
| 7   |  |  | Signe Holt Andersen      | Växjö                |